# Giannis Gianniotas
Giannis Gianniotas (en griego: Γιάννης Γιαννιώτας; Neochori, 29 de abril de 1993) es un futbolista griego que juega de delantero en el Aris Salónica F. C. de la Superliga de Grecia. Es internacional con la selección de fútbol de Grecia.

## Carrera
Gianniotis comenzó su carrera en las categorías inferiores del Aris Salónica jugando en estas hasta 2011 cuando subió al primer equipo debutando el 5 de noviembre de 2011 frente al Olympiakos F. C. En su segundo partido marcó su primer gol con la camiseta del Aris, frente al OFI Creta. En total en las dos temporadas que jugó en el Aris fue un jugador clave en su equipo marcando 8 goles repartidos en 45 partidos.

### Fortuna Düsseldorf
En 2013 fichó por el Fortuna Düsseldorf de la 2. Bundesliga. En su primera temporada apenas jugó 8 partidos en los que marcó un gol, por lo que en la temporada 2014-15 se tuvo que marchar cedido al Asteras Tripolis FC. En el club griego jugó 28 partidos y marcó 4 goles, motivo por el cual fue convocado con la selección de fútbol de Grecia el 22 de marzo de 2015.

### Olympiakos
El 5 de junio de 2015 se hace oficial el traspaso de Gianniotas al Olympiakos F. C. por 500.000€. En el comienzo de la temporada con el campeón griego no dispuso de minutos, por lo que el 31 de diciembre de 2015 se marchó cedido al APOEL de Nicosia de la Primera División de Chipre. 

### APOEL
Debutó con el club chipriota el 10 de enero de 2016 en un partido de liga frente al Aris Limassol.
En su segundo partido con el APOEL, el 17 de enero de 2016 marcó su primer gol con los chipriotas ante el Enosis Neon Paralimni. El 28 de abril de 2016 selló la liga para su club tras marcar un penalti ante los rivales por el título del AEK Larnaca.
El APOEL quedó muy satisfecho con sus servicios por lo que decidió acordar con el Olympiakos su cesión por una temporada más. Durante la temporada volvió a ser una pieza clave para su club con el que hizo historia al alcanzar por primera vez los octavos de final de la Liga Europa de la UEFA, marcando dos goles en la eliminatoria de dieciseisavos frente al Athletic Club. Al final de temporada volvió a conseguir la liga chipriota.

### Real Valladolid
El 25 de agosto de 2017 llegó cedido al Real Valladolid Club de Fútbol. El 16 de septiembre anotó su primer gol, al hacer el segundo gol de su equipo en el minuto 80 y frente al Granada C. F. En total, marcó tres goles y brindó varias asistencias de gol a sus compañeros, además de conseguir el ascenso a Primera División.

### AEK Atenas
El 29 de agosto de 2018 se hizo oficial su fichaje por el AEK Atenas F. C.

## Selección nacional
Gianniotas debutó con la selección de fútbol de Grecia absoluta el 29 de marzo de 2015 en un partido contra la selección de fútbol de Hungría que acabó (0-0). El 1 de septiembre de 2016 marcó su primer gol con la selección, en la victoria por (2-1) frente a la selección de fútbol de Países Bajos.
Anteriormente fue internacional sub-17, sub-19, sub-20 y sub-21 con la selección griega.
El 10 de octubre de 2017 marcó el cuarto gol para su selección frente a la selección de fútbol de Gibraltar. Este partido clasificó a Grecia para la repesca para el Mundial 2018.

## Clubes
| Club                           | País     | Año       |
| ------------------------------ | -------- | --------- |
| Aris Salónica F. C.            | Grecia   | 2011-2013 |
| Fortuna Düsseldorf             | Alemania | 2013-2015 |
| Asteras Tripolis (cedido)      | Grecia   | 2014-2015 |
| Olympiakos de El Pireo         | Grecia   | 2015-2018 |
| APOEL de Nicosia (cedido)      | Chipre   | 2015-2017 |
| Real Valladolid C. F. (cedido) | España   | 2017-2018 |
| AEK Atenas F. C.               | Grecia   | 2018-2019 |
| Apollon Limassol               | Chipre   | 2019-2021 |
| Apollon Smyrnis                | Grecia   | 2022      |
| Levadiakos F. C.               | Grecia   | 2022-2025 |
| Aris Salónica F. C.            | Grecia   | 2025-     |

## Palmarés

### Títulos nacionales
| Título                     | Club             | País   | Año  |
| -------------------------- | ---------------- | ------ | ---- |
| Primera División de Chipre | APOEL de Nicosia | Chipre | 2016 |
| Primera División de Chipre | APOEL de Nicosia | Chipre | 2017 |